# Vessanjärvi
Vessanjärvi är en sjö i kommunen Mäntyharju i landskapet Södra Savolax i Finland. Sjön ligger 90,9 meter över havet. Arean är 1,04 kvadratkilometer och strandlinjen är 7,22 kilometer lång. Sjön  ingår i Vuoksens huvudavrinningsområde.   Den ligger omkring 54 kilometer söder om S:t Michel och omkring 170 kilometer nordöst om Helsingfors. 
Vessanjärvi ligger sydväst om Vanosenjärvi. 